# Свитберт Ферденский
Свитбе́рт (нем. Suitbert; умер около 800) — епископ Фердена. Святой, почитаемый Римско-католической церковью (день памяти — 30 апреля).
Святой Свитберт родился на острове Британия. Он был, вероятно, монахом. Присоединившись к миссионерам, отправлявшимся в Германию, святой Свитберт около 785 года стал епископом Фердена (Саксония).